# Pterapherapteryx sezalata
Pterapherapteryx sezalata là một loài bướm đêm trong họ Geometridae.